# Peter Kivy
Peter Kivy (ur. 22 października 1934, zm. 6 maja 2017) – amerykański muzykolog i filozof, profesor Uniwersytetu Rutgersa zajmujący się w szczególności filozofią muzyki.

## Publikacje
- Speaking of Art (1973),
- Francis Hutcheson's Inquiry Concerning Beauty, Order, Harmony, Design (redakcja, 1973),
- Thomas Reid's Lectures on the Fine Arts (redakcja, 1973),
- The Seventh Sense: A Study of Francis Hutcheson's Aesthetics, and its Influence in Eighteenth-Century Britain (1976, wyd. 2. 2003),
- The Corded Shell: Reflections on Musical Expression (1980),
- Sound and Semblance: Reflections on Musical Representation (1984, wyd. 2. 1991),
- Osmin's Rage: Philosophical Reflections on Opera, Drama and Text (wyd. 2. 1988),
- Sound Sentiment: An Essay on Musical Emotions (1989),
- Music Alone: Philosophical Reflections on the Purely Musical Experience (1990),
- Essays on the History of Aesthetics (redakcja, 1992),
- The Fine Art of Repetition: And Other Essays in the Philosophy of Music (zbiór, 1993),
- Authenticities: Philosophical Reflections on Musical Performance (1995),
- Philosophies of Arts: An Essay in Differences (1997),
- New Essays on Musical Understanding (collection, 2001),
- The Possessor and the Possessed: Handel, Mozart, Beethoven and Idea of Musical Genius (2001),
- Introduction to a Philosophy of Music (2002),
- The Blackwell Guide to Aesthetics (redakcja, 2004),
- The Performance of Reading: an Essay in the Philosophy of Literature (2006),
- Music, Language, and Cognition: And Other Essays in the Philosophy of Music, further collected essays of Peter Kivy (zbiór, 2007),
- Antithetical Arts: On the Ancient Quarrel Between Literature and Music (2009),
- Sounding Off: Eleven Essays in the Philosophy of Music (2012).

## Prace na temat twórczości Petera Kivy'ego
- Peter Kivy i jego filozofia muzyki, red. Anna Chęćka-Gotkowicz, Maciej Jabłoński, Poznańskie Towarzystwo Przyjaciół Nauk, Poznań 2015, ISBN 978-83-7654-345-1.